# Équipe de Côte d'Ivoire féminine de volley-ball
L'équipe de Côte d'Ivoire féminine de volley-ball est l'équipe nationale qui représente la Côte d'Ivoire dans les compétitions internationales de volley-ball féminin. 
Les Ivoiriennes ont participé à une seule phase finale de Championnat d'Afrique ; elles terminent huitièmes en 2005.
Elle est actuellement classée au 104e rang de la Fédération internationale de volley-ball au 11 juillet 2022.